# 伊坂中央
伊坂中央（いさかちゅうおう）は、埼玉県久喜市の町丁。現行行政地名は伊坂中央一丁目および伊坂中央二丁目。住居表示未実施地区。郵便番号は349-1127。

## 地理
埼玉県北東部、久喜市北東部（栗橋地区〈旧栗橋町〉北部）に位置する。区域はおおむね久喜市伊坂北と伊坂南に南北を挟まれているが、それぞれの東側に位置する東武日光線の線路敷部分に伊坂中央一丁目が突き出す形となっている。東側で久喜市伊坂および栗橋北に、突き出した部分の南端で久喜市松永に、南側と突き出した部分の西側で久喜市伊坂南に、北西側で加須市北下新井に、北西側と突き出した部分の北端で加須市旗井に、北東側と突き出した部分の西側で久喜市伊坂北に隣接する。東縁を東武日光線が通り、東日本旅客鉄道（JR東日本）宇都宮線・東武日光線の栗橋駅の一部（おおむね東武鉄道が管理する部分）がある。土地区画整理事業により都市基盤整備が行われた。全域が市街化区域に指定されている。

### 地価
住宅地の地価は、2022年（令和4年）7月1日時点の埼玉県による地価調査によれば、伊坂中央二丁目15番19の地点で49,100円/m2となっている。

## 歴史
- 2022年（令和4年）3月19日：前日に栗橋駅西（栗橋地区）土地区画整理事業の換地処分が公告された[9]ことに伴い、施行区域で町名地番変更が行われ、伊坂・松永・栗橋中央一丁目の各一部から伊坂中央一丁目・二丁目が成立（伊坂および栗橋中央一丁目の各一部から伊坂中央一丁目が、伊坂および松永の各一部から伊坂中央二丁目がそれぞれ成立）[10][11][12]。

## 世帯数と人口
2023年（令和5年）4月1日時点の世帯数と人口は、以下のとおりである。
| 丁目           | 世帯数  | 人口  |
| -------------- | ------- | ----- |
| 伊坂中央一丁目 | 93世帯  | 215人 |
| 伊坂中央二丁目 | 238世帯 | 539人 |
| 計             | 331世帯 | 754人 |

## 小・中学校の学区
市立小・中学校に通う場合、学区（校区）は以下のとおりとなる。
| 丁目           | 区域 | 小学校             | 中学校               |
| -------------- | ---- | ------------------ | -------------------- |
| 伊坂中央一丁目 | 全域 | 久喜市立栗橋小学校 | 久喜市立栗橋東中学校 |
| 伊坂中央二丁目 | 全域 | 久喜市立栗橋小学校 | 久喜市立栗橋東中学校 |

## 交通

### 鉄道
伊坂中央一丁目の東縁を東武日光線が通り、東日本旅客鉄道（JR東日本）宇都宮線・東武日光線の栗橋駅のうちおおむね東武鉄道が管理する部分がある（駅の所在地は、JR東日本が栗橋北一丁目、東武鉄道が伊坂中央一丁目）。最寄り駅は、全域が栗橋駅である。

### 路線バス
地内に路線バスは運行されていない。

### 道路
地内に国道、主要地方道および一般県道は通っていない。
- 栗橋西停車場線
- 伊坂松永線
- 伊坂北下新井線

## 施設
伊坂中央一丁目
- 栗橋駅西口第2駐輪場
- 迎盛院
- 不動堂
- 千勝神社
- 伊坂一丁目千勝会館

伊坂中央二丁目
施設は特にない。